# Une famille atypique
Production
Diffusion
Une famille atypique (hangeul : 히어로는 아닙니다만 ; RR : Hieoloneun anibnidaman ; MR : Hiŏronŭn animnidaman ; litt. « je ne suis pas un héros ») est une série télévisée sud-coréenne, créée par Kang Eun-kyung et diffusée du 4 mai au 9 juin 2024 sur le réseau JTBC.
Elle est également diffusée depuis le 4 mai 2024 sur la plate-forme Netflix, en exclusivité et en intégralité, dans certains pays.

## Distribution

### Acteurs principaux
- Jang Ki-yong : Bok Gwi-joo
- Chun Woo-hee : Do Da-hae
- Go Doo-shim (en) : Bok Man-heum, mère de Gwi-joo
- Claudia Kim : Bok Dong-hee, sœur cadette de Gwi-joo

### Acteurs secondaires

#### Autour de Gwi-joo
- Park So-yi : Bok In-a, fille de Gwi-joo
- Oh Man-seok (ko) : Eom Soon-goo, époux de Man-heum et père de Gwi-joo

#### Autour de Da-hae
- Kim Geum-sun : Baek Il-hong, mère de Da-hae
- Ryu Abel (ko) : Grace, jeune sœur de Da-hae
- Choi Gwang-rok : Noh Hyeong-tae, oncle de Da-hae

#### Autour de Bok In-a
- Moon Woo-jin : Han Jeon-woo, ami de Bok In-a

## Production

### Fiche technique
- Titre original : 히어로는 아닙니다만
- Titre anglophone : The Atypical Family
- Titre français : Une famille atypique
- Création : Gleline etKang Eun-kyung
- Réalisation : Jo Hyeon-tak
- Scénario : Joo Hwa-mi
- Musique : Jung Jae-hyung (en)
- Production : Hwang Ji-woo, Kim Do-hyeok, Kim Hye-in et Kim Tae-kyeong
  - Production exécutive : Hwang Bo-sangmi, Jeong Seung-soon, Kim Joon-hyeon et Park Beom-soo
- Sociétés de production : Drama House Studio, Story & Pictures Media (en) et SLL (en)
- Sociétés de distribution : JTBC (Corée du Sud) ; Netflix (monde)
- Pays de production :  Corée du Sud
- Langue originale : coréen
- Format : couleur
- Genre : drame, fantastique, romance
- Nombre de saison : 1
- Nombre d'épisodes : 12
- Durée : 65 à 76 minutes
- Dates de première diffusion :
  - Corée du Sud : 4 mai 2024 sur JTBC
  - Monde : 4 mai 2024 sur Netflix

## Épisodes
La série contient douze épisodes sans titre, diffusés du 4 mai au 9 juin 2024, tous les samedis et dimanches à 22 h 30 (KST), sur JTBC.